# Murder, Inc.

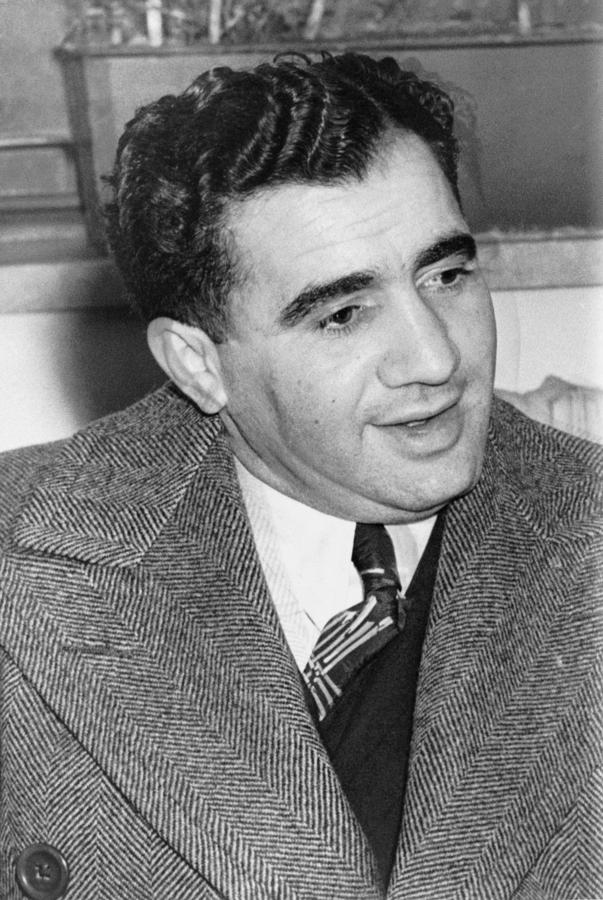
Abe Reles

Murder Incorporated, detta anche Murder, Inc., Anonima omicidi o Brownsville Boys, erano i nomi dati dalla stampa dell'epoca dagli anni trenta agli anni quaranta ad un gruppo di killer italiani ed ebrei che compivano omicidi a pagamento per conto della «Commissione», l'organismo che controllava gli affari illeciti del cosiddetto "Sindacato nazionale del crimine".

## Storia
La cosiddetta "Anonima omicidi" fu creata nel 1931, dopo la fondazione della Commissione, da Albert Anastasia e dal gangster di origine ebraica Lepke Buchalter. I membri di questo gruppo criminale erano prevalentemente di origine ebraica o italiana, ed erano inizialmente provenienti dai quartieri di Brooklyn: Brownsville, East New York e Ocean Hill. Alcuni tra i più famosi membri erano senz'altro Frankie Carbo della famiglia Lucchese, Frank Abbandando, il cui figlio poi fu membro della famiglia Gambino, Harry Maione, Harry Strauss, Martin Goldstein, Abe Reles e Jacob Shapiro. I killer venivano pagati da un minimo di 1.000 ad un massimo di 5.000 dollari per ogni omicidio; inoltre, il boss mandante dell'omicidio si faceva carico delle spese legali se il killer veniva accusato o arrestato.
Nel 1940 però Abe Reles, un membro della Murder, Inc., venne arrestato per omicidio e decise di collaborare con la giustizia per evitare la pena di morte, accusando i suoi sodali, compresi Buchalter e Anastasia, e rivelando l'esistenza di questa squadra di morte, fornendo informazioni su circa settanta omicidi irrisolti. In seguito alle dichiarazioni di Reles, Lepke Buchalter e i suoi luogotenenti Mendy Weiss e Louis Capone vennero condannati a morte per omicidio ma giustiziati soltanto nel 1944. Però nel 1941 Reles venne ucciso da ignoti, che lo fecero cadere dalla finestra dell'hotel di Coney Island dove era tenuto sotto custodia dagli agenti di polizia.

## Omicidi celebri
Furono alcuni killer appartenenti a Murder, Inc. ad uccidere il famoso boss Dutch Schultz nel 1935.